# Clive Davis

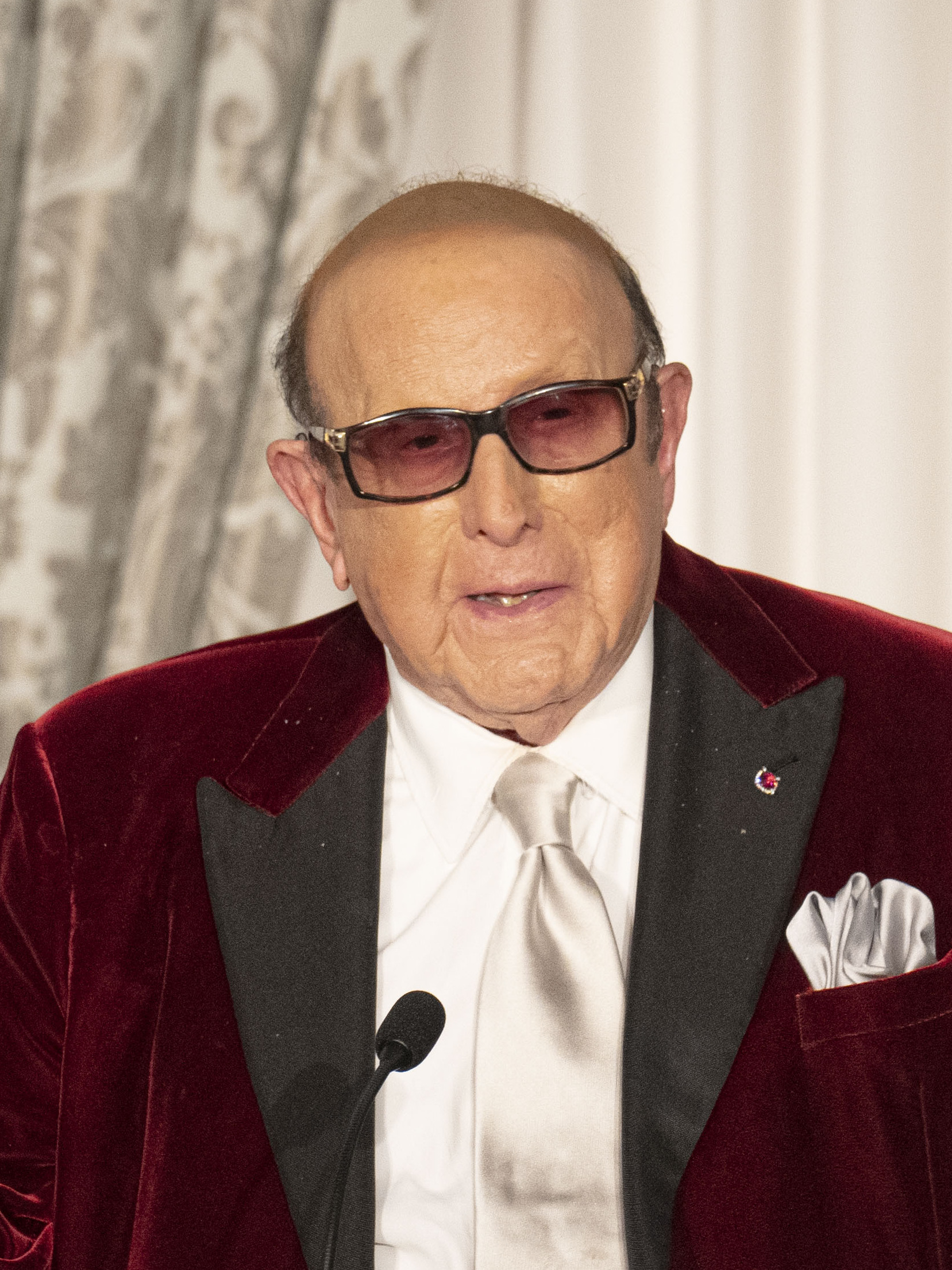
Clive Davis (2023)

Clive Jay Davis (* 4. April 1932 in Brooklyn, New York City) ist Gründer von Arista Records und jetziger CEO von J Records. Er ist seit dem Jahr 2000 Mitglied der Rock and Roll Hall of Fame in der Kategorie Non-Performer. Davis ist für über 300 Nr.1-Titel verantwortlich. Er ist Entdecker von zahlreichen Musikern, darunter Pink Floyd, Bruce Springsteen, Whitney Houston, Patti Smith, Alicia Keys, Janis Joplin und Aerosmith.

## Leben
Davis wurde in Brooklyn, New York City, als Sohn seiner jüdischen Eltern Herman und Florence Davis geboren. Er studierte an der New York University und an der Harvard Law School. Er wurde dann bei den Columbia Records eingestellt. Im Jahr 1967 wurde er zum Präsidenten der Firma. Janis Joplin entdeckte er 1967 auf dem Monterey Pop Festival, wo er sie zusammen mit Laura Nyro und The Electric Flag zu Columbia Records brachte. Dies waren seine ersten Plattenverträge, denen im selben Jahr die Verträge mit Blood, Sweat & Tears und The Chambers Brothers folgten.
Nachdem er im folgenden Jahr Santana, sowie 1973 Billy Joel und Aerosmith zu Columbia gebracht hatte, wurde er 1973 entlassen. Er gründete 1974 Arista Records. Dort stand ab 1975 Patti Smith unter Vertrag, wie auch die Grateful Dead (seit 1977).
Im Jahr 1983 nahm er Whitney Houston unter Vertrag und fungierte bei ihrem Debütalbum 1985 als Executive Producer. Das Album war lange Zeit das erfolgreichste Debütalbum einer Künstlerin in den USA.
1989 unterzeichneten die beiden Musikproduzenten L.A. Reid und Babyface mit Davis einen Vertrag, der zur Gründung des Arista-Partners LaFace Records führte. Im selben Jahr erschien das Debütalbum von Sarah McLachlan auf Arista.
Sean Combs’ Label Bad Boy Entertainment ging im Jahr 1994 ebenfalls eine Partnerschaft mit Arista ein. 1999 arbeitete Davis mit Prince zusammen und veröffentlichte bei Arista das Album Rave Un2 the Joy Fantastic. Allerdings war die Kooperation der beiden nicht harmonisch.
Im Jahr 2022 war er als Produzent an der Filmbiografie Whitney Houston: I Wanna Dance with Somebody über Whitney Houston beteiligt.

## Auszeichnungen
Als Produzent gewann er vier Grammys:
- 2009: Best R&B Album – Jennifer Hudson, Jennifer Hudson
- 2006: Best Pop Vocal Album – Breakaway, Kelly Clarkson
- 2000: Album of the Year – Supernatural, Santana
- 2000: Best Rock Album – Supernatural, Santana

Davis erhielt außerdem den Grammy Trustees Award im Jahr 2000 und den President’s Merit Award bei den Grammys 2009. Im Jahr 2011 wurde das Theater im Grammy Museum als „Clive Davis Theatre“ bezeichnet. Im Jahr 2000 wurde Davis in die Rock and Roll Hall of Fame in der Kategorie der Non-Performer aufgenommen.
Davis ist Absolvent der New York University und ein bedeutender Wohltäter. Die Abteilung für Musikaufzeichnungen der Tisch School of the Arts, das „Clive Davis Institute of Recorded Music“, ist nach ihm benannt.